# 5378 Ellyett
Az 5378 Ellyett (ideiglenes jelöléssel 1991 GD) egy kisbolygó a Naprendszerben. Robert H. McNaught fedezte fel 1991. április 9-én.